# Mahnovșcina
Mahnovșcina (în rusă: Махновщина), ori Ucraina anarhistă (ianuarie 1919 – 1921) a fost un teritoriu controlat de o armată revoluționară condusă de Nestor Mahno. Acesta din urmă a încercat să înființeze o societate anarhistă nestatală. în zona de sud-est a actualei Ucraina, în perioada care a urmat  Revoluției din Februarie.

## Istoric

### Cadrul istoric general
Hatmanul Skoropadski, conducătorul Hetmanatului, nu a reușit să câștige controlul asupra întregii Ucraine, trebuind să lupte printre alții și împotriva lui Mahno și a „Armatei Negre” Ucrainene. Hatmanul a fost în cele din urmă rechemat în Germania, după prăbușirea frontului de vest. În martie 1918, Armata Neagră a reușit să înfrângă forțele inamice – germanii, austriecii, naționaliștii ucraineni și „albii” ruși.

### Fondarea
După aceste succese, Mahno și-a asumat în afară de rolul militar și pe cel de organizator anarhist. La primul „Congres al Grupurilor Anarhiste”, (Nabat), Nestor Mahno a fost inițiatorul unei politici în cinci puncte: suspendarea tuturor partidelor politice, respingerea oricărei forme de dictatură, negarea oricărui concept de statalitate, respingerea oricărei forme de „tranziție” sau de „dictatură a proletariatului” și înființarea sovietelor muncitorilor ca formă supremă de autoconducere. Toate aceste abordări erau în contrast evident cu punctele de vedere bolșevice.
Culoarea folosită de anarhiștii ucraineni pentru a face distincția față de toate celelalte mișcări politice a fost cea neagră – culoare tradițională a anarhismului. Forțele armate anarhiste au fost botezate „negre”, distingându-se astfel de cele ale oponenților lor: „roșii” bolșevici și „albii” monarhiști.

### Caracteristici
Începând cu noiebrie 1918 și până în iunie 1919, anarhiștii au pretins că au înființat o societate anarhistă autoguvernată de țărani și muncitori în regiunile ucrainene pe care le controlau. Aceasta se întindea cu aproximație între Berdeansk, Iuzivka, Olexandrivsk și Katerînoslav.Mahno declara că cea mai mare parte a populației sătești este formată din țărani, sau țărani-muncitori, aceștia organizându-se pe principiile egalității și solidarității comunităților locale. El considera de asemenea că bărbații și femeile deopotrivă sunt perfecți conștienți că au datoria să muncească în folosul comunității, pe ogoare și în gospodării. Pentru a asigura egalitatea completă, programul de muncă trebuia stabilit de adunarea tuturor membrilor comunității. Aceștia ar fi trebuit să cunoască cel mai bine ce și când trebuie făcut. (Makhno, Russian Revolution in Ukraine).
Liderii anarhiști au considerat că au reușit să reorganizeze societatea în conformitate cu valorile anarhiste, proclamând politica comunităților libere drept forma cea mai înaltă a echității sociale. Învățământul a fost reorganizat pe principiile lui Francesc Ferrer, iar economia s-a bazat pe schimbul liber dintre comunitățile rurale și cele urbane, de la grâne sau vite, până la produse industriale, în conformitate cu principiile lui Peter Kropotkin.
Mahnoviștii declarau că sunt sprijinitorii „sovietelor libere muncitorești-țărănești”   și se opuneau cu vehemență conducerii centralizate, alese de bolșevici. Mahno îi numea pe bolșevici „dictatori” și denunța poliția secretă bolșevică, CEKA, drept un organism cu nimic diferit de Ohrana țaristă. În plus, el milita pentru libertatea cuvântului, a presei, de asociere și de organizare în sindicate. Inamicii politici ai lui Mahno negau caracterul nestatal al guvernării sale, afirmând că anarhiștii fondaseră de fapt o republică în regiunea pe care o controlau. Unul dintre istoricii mișcării anarhiste, Paul Avrich, afirmă că mahnoviștii s-au remarcat prin faptul că presupusa „mobilizare voluntară” a însemnat în fapt recrutări forțate, de vreme ce toți bărbații valizi trebuiau să se înroleze atunci când erau chemați la armată, iar execuțiile sumare erau folosite pentru disciplinarea trupei. Atitudinea oficială a mahanoviștilor era aceea că tuturor aderenții mișcării  le era interzisa participarea la forțele de miliție sau la organizațiile poliției secrete (CEKA de exemplu), aceste afiind scoase în afara legii în Mahnovșcina. Istoricul Heather-Noël Schwartz amintește că Mahno nu arăta nicio simpatie față de organizațiile care căutau să impună autoritatea politică, și ca urmare a dizolvat comitetele revoluționare bolșevice. Cu toate acestea, bolșevicii l-au acuzat pe Mahno că ar fi organizat două poliții secrete, care acționau sub comanda lui directă.

### Desființarea
Guvernul bolșevic de la Petrograd s-a aliat la început cu anarhiștii și au acceptat existența experimentului lui Mahno. Bolșevicii au considerat la un moment dat că Mahno nu mai este un aliat de încredere și că acesta ar fi gata să treacă în tabăra inamicilor lor. Ca urmare, au început să considere Mahnovșcina drept regimul unor lideri militariști aventurieri, care trebuia eliminat. Bolșevicii au început să răspândească zvonuri conform cărora liderii Mahnovșcina nu ar fi fost aleși în mod democratic, ci ar fi fost numiți direct de Mahno și clica lui militară. Mai mult, bolșevicii au pretins că Mahno ar fi fost vinovat pentru o lungă serie de „crime”: ar fi refuzat să asigure provizii muncitorilor feroviari și telegrafiștilor sovietici, ar fi dispus poliției sale secrete să tortureze și execute în secret pe inamicii anarhiștilor, ar fi ordonat raiduri împotriva convoaielor de alimente ale Armatei Roșii sau că ar fi fost responsabil de acte de terorism împotriva unor orașe rusești. Cele mai multe dintre aceste afirmații nu aveau niciun suport real, fiind folosite doar în scop propagandistic..Treptat, tensiunile dintre anarhiștii ucraineni și guvernul rus bolșevic s-au înrăutățit până într-atâta, încât primii au fost catalogați drept „contrarevoluționari”. În noiembrie 1920, principalii lideri anarhiști au fost arestați și executați la ordinul lui Lenin și Troțki, dar Mahno a reușit să scape. Cristian Racovski, liderul bolșevic al Ucrainei, avea ordin să-i aresteze pe liderii anarhiști care mai erau încă în libertate și să-i judece pentru crime de drept comun și să ia măsuri punitive împotriva simpatizanților mahnoviști. În august 1921, resturile armatei anarhiste în frunte cu liderul ei, Nestor Mahno, au fost alungate din Ucraina de trupele sovietice conduse de Mihail Frunze.